# August Becker (Politiker, 1869)
August Becker (* 2. August 1869 in Woldegk; † 11. April 1944 ebenda) war ein deutscher Maurer und Politiker der SPD.

## Leben
Becker war Maurer in seiner Heimatstadt Woldegk. 1914 wurde er als Versichertenvertreter in das Großherzogliche Versicherungsamt in Neustrelitz gewählt. Er gehörte 1919 der Verfassunggebenden Versammlung von Mecklenburg-Strelitz an.